# Michel Écochard

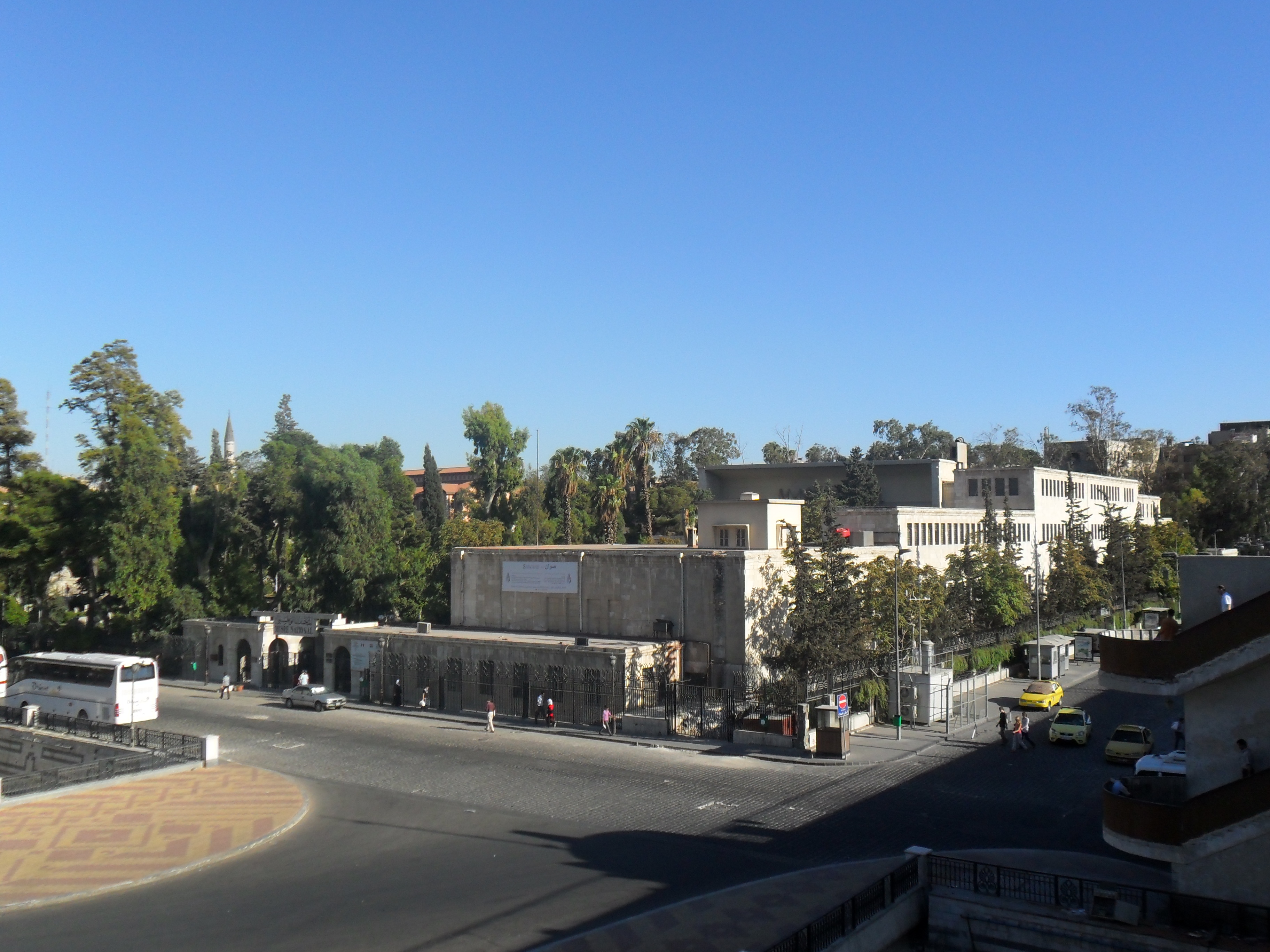
Museo Nacional de Damasco (1935)

Michel Écochard (París, 11 de marzo de 1905-ibidem, 24 de mayo de 1985) fue un arquitecto y urbanista francés, de estilo racionalista. Trabajó sobre todo en el Próximo Oriente.

## Trayectoria
Estudió en la Escuela Nacional Superior de Bellas Artes de París (1925-1931). Poco después de titularse se instaló en Damasco (Siria), donde participó en las excavaciones arqueológicas de Baalbek y en numerosas restauraciones. En 1935 realizó el Museo Nacional de Damasco. Trabajó como urbanista en el Plan de ordenación de Damasco y, entre 1940 y 1944, fue director del Servicio de Urbanismo de Siria. Intervino también en el Plan de Beirut en Líbano (1943-1944).
En un viaje por Estados Unidos en 1945 recibió la influencia del urbanismo racionalista, al tiempo que denotó también el influjo de la obra de Le Corbusier. Al año siguiente se instaló en Marruecos, donde permaneció hasta 1952 y fue director de urbanismo en Rabat. Trazó diversos planes urbanísticos adaptados a las necesidades del país magrebí, especialmente en cuanto a un programa progresivo de equipamientos y densificación basados en una «trama sanitaria». En 1952 se aprobó su plan urbanístico para Casablanca, pero, descontento con las presiones especuladoras de los urbanizadores dimitió de su cargo.
En 1953 se instaló definitivamente en París, aunque siguió realizando proyectos para diversas partes del mundo, especialmente Líbano, Irán, Pakistán, Guinea y Senegal. En Líbano, fue responsable del Plan director para la ordenación del Gran Beirut (1961), al tiempo que su obra arquitectónica (Liceo Francés de Beirut, 1959; colegio de los Antonianos de Baabda, 1960; hospital del Sagrado Corazón en Hazmieh, 1966) ejerció una gran influencia sobre una nueva generación de arquitectos. En Pakistán, fue autor del campus de la Universidad de Karachi (1955). Construyó también el Museo Nacional de Kuwait (1965).
En los años 1950 colaboró con Vladimir Bodiansky en la rehabilitación de bidonvilles (barrios de chabolas) en varios puntos de África.
Desde 1967 fue profesor de urbanismo en la Escuela Nacional Superior de Bellas Artes de París.